# 衣述强
衣述强（？—），男，中华人民共和国军事人物，中国人民解放军少将，曾任国防大学研究生院政治委员，中共青海省委常委、青海省军区政治委员。